# Vögguvísur Yggdrasils
Vögguvísur Yggdrasils è il quarto album in studio del gruppo folk metal islandese Skálmöld, pubblicato il 30 settembre 2016 dalla Napalm Records.

## Tracce
Testi e musiche di Skálmöld.
1. Múspell – 5:25
2. Niflheimur – 5:05
3. Niðavellir – 4:45
4. Miðgarður – 4:40
5. Útgarður – 4:30
6. Álfheimur – 6:40
7. Ásgarður – 5:45
8. Helheimur – 3:05
9. Vanaheimur – 9:20

Tracce bonus della Limited Edition'
1. Drink (Alestorm cover) – 3:54
2. Inní mér syngur vitleysingur (Sigur Rós cover) – 3:57
3. Nattfödd (Finntroll cover) – 4:15
4. Lazer Eyes (Thor cover) – 3:05
5. Helreið afa – 5:12
6. Upprisa (live) – 7:15
7. Hefnd (live) – 5:34
8. Dauði (live) – 6:54